# Pretty Baby
Pretty Baby is een Amerikaanse dramafilm uit 1978 onder regie van Louis Malle.
De film is controversieel vanwege het thema kinderprostitutie en de destijds minderjarige Brooke Shields die de betreffende hoofdrol speelde.

## Verhaal
Rond de Eerste Wereldoorlog in 1917, groeit de 12-jarige Violet op in een bordeel in New Orleans. De fotograaf E.J. Bellocq wordt er verliefd op haar en wil met haar trouwen.

## Rolverdeling
| Acteur           | Personage     |
| ---------------- | ------------- |
| Brooke Shields   | Violet        |
| Keith Carradine  | E.J. Bellocq  |
| Susan Sarandon   | Hattie        |
| Frances Faye     | Nell          |
| Antonio Fargas   | Professor     |
| Mae Mercer       | Mama Mosebery |
| Barbara Steele   | Josephine     |
| Diana Scarwid    | Frieda        |
| Gerrit Graham    | Highpockets   |
| Seret Scott      | Flora         |
| Cheryl Markowitz | Gussie        |
| Susan Manskey    | Fanny         |
| Laura Zimmerman  | Agnes         |
| Miz Mary         | Odette        |